# Lago Espejo Chico

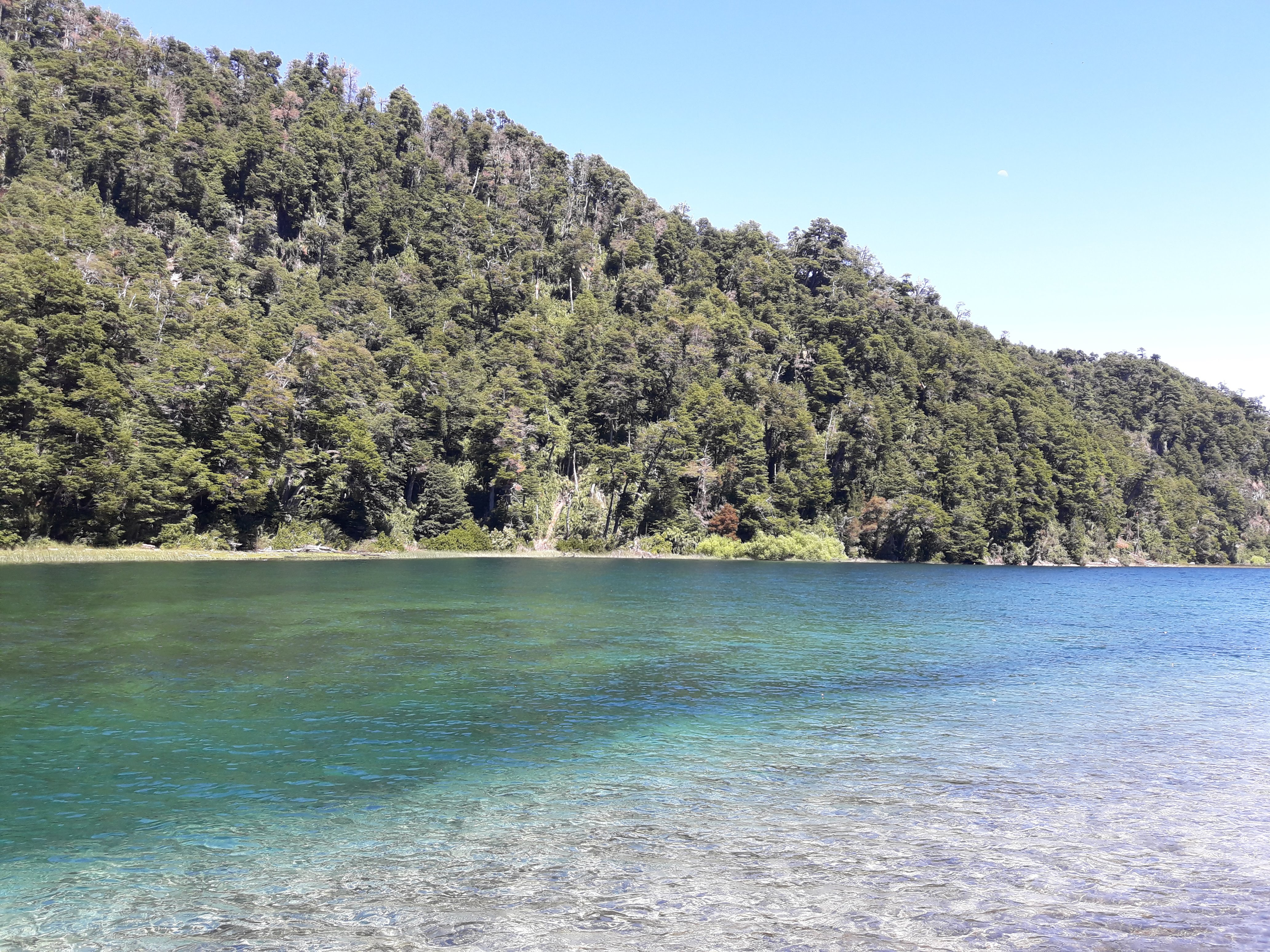
Lago Espejo Chico, camino de los 7 lagos.

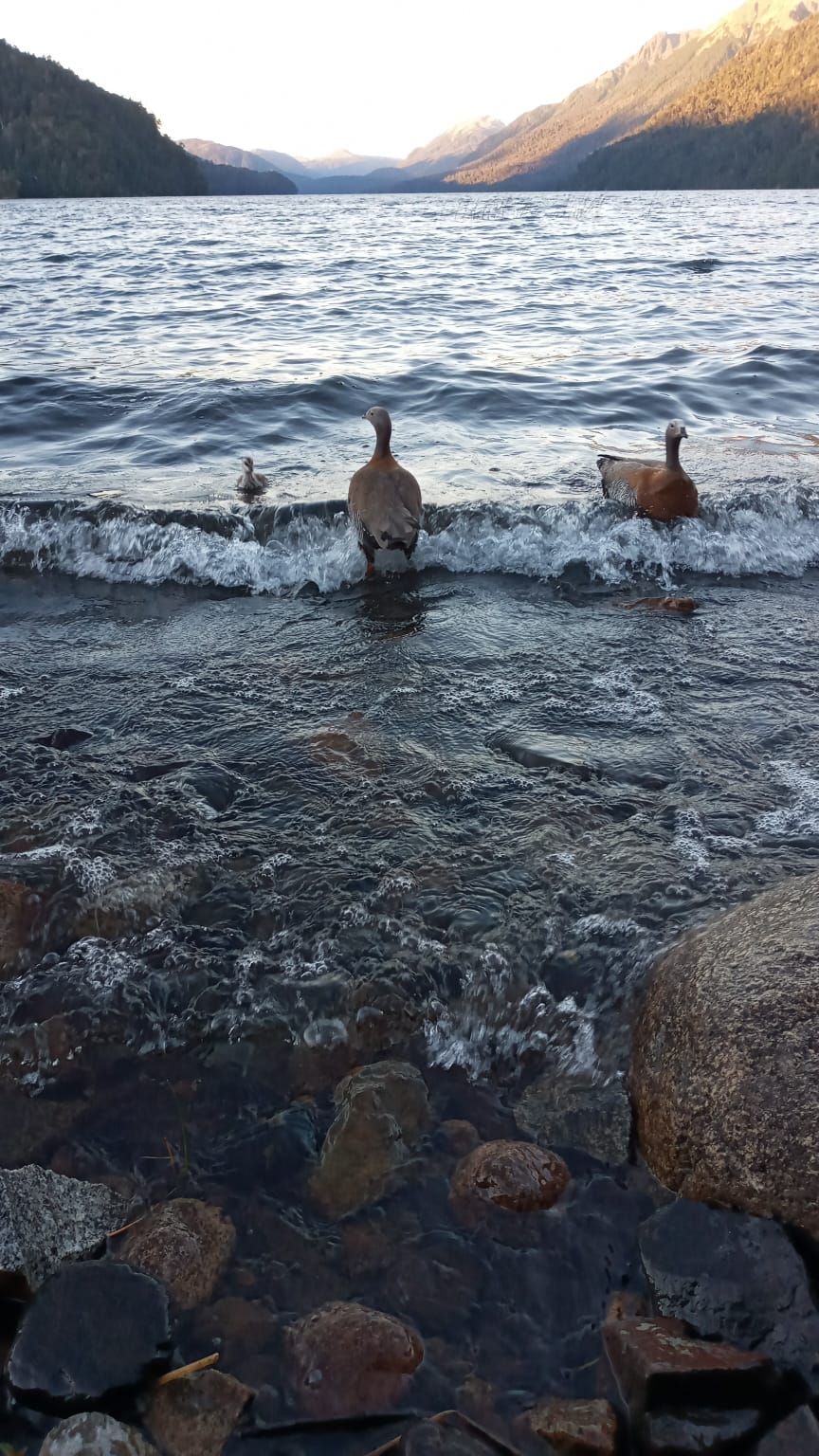
Un poco de fauna del Lago Espejo Chico

El lago Espejo Chico es un lago de origen glacial ubicado en Argentina, al sudoeste de la provincia de Neuquén, en el departamento Los Lagos.

## Geografía
El lago se encuentra al norte del lago Nahuel Huapi, entre los lagos Espejo (al oeste, una distancia de menos de un kilómetro), y Correntoso (al este, cuyo extremo norte se encuentra a unos 1100 metros). Ocupa un antiguo valle glaciar, posee una longitud de 3,4 kilómetros con un ancho máximo de 550 metros. Se encuentra cerca de la Ruta Nacional 40 (Ruta de los Siete Lagos), a unos 15 kilómetros en dirección norte-noroeste de Villa La Angostura. También posee un camping en sus orillas y es parte del Parque Nacional Nahuel Huapi.
Situado en una zona de alta precipitación, sus orillas están cubiertas con el bosque andino-patagónico.

## Hidrografía
El lago es alimentado por el río Espejo, un emisario del lago Espejo. También recibe el agua de deshielo y la lluvia que riega las colinas de los alrededores. A través del río Ruca Malén, que nace en su extremo sureste, suministra sus aguas al lago Correntoso y este a su vez al lago Nahuel Huapi. Por lo tanto, los lagos forman parte de la cuenca del río Limay, y a su vez la del río Negro.

## Galería

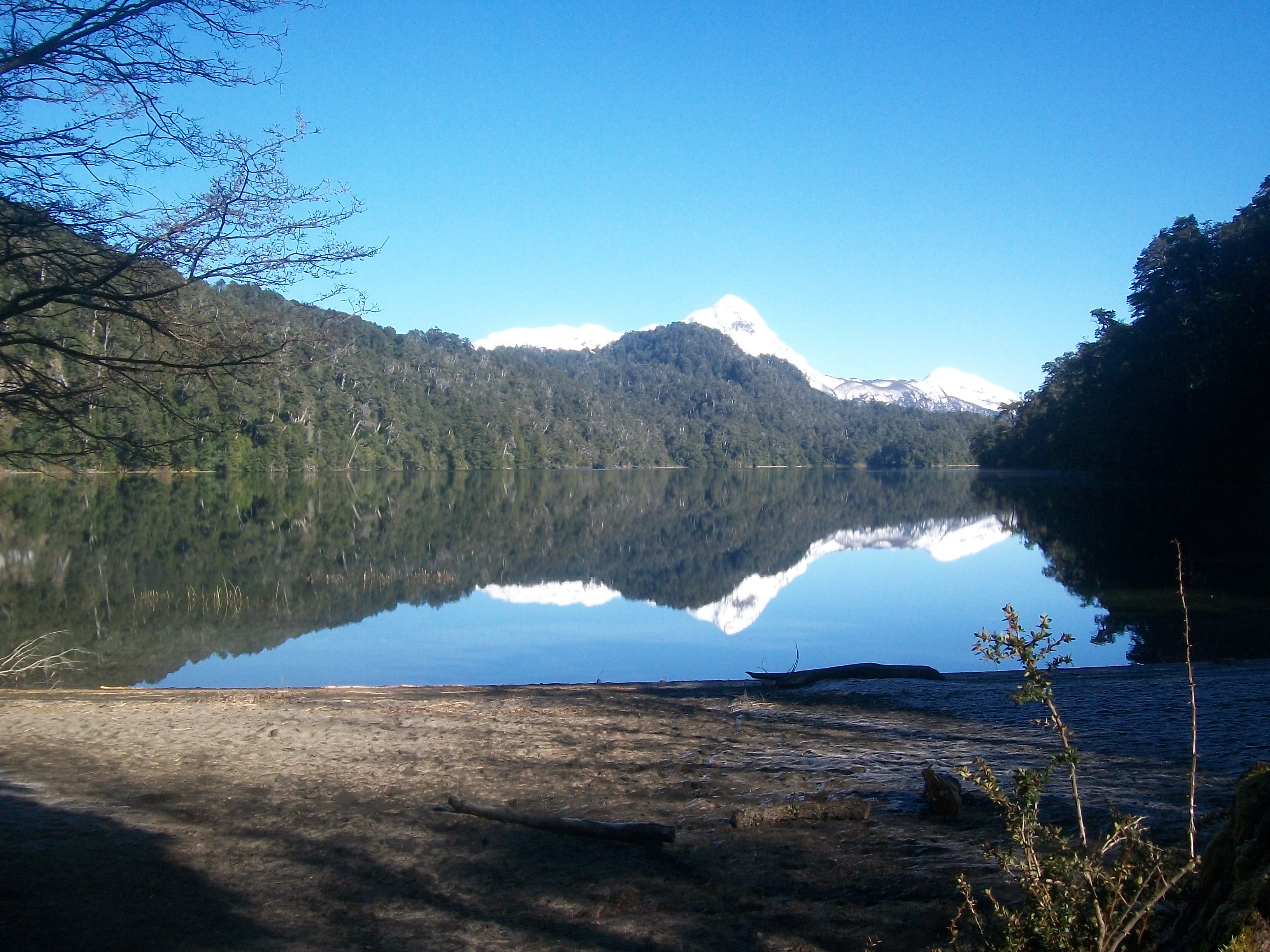
Lago Espejo Chico en septiembre
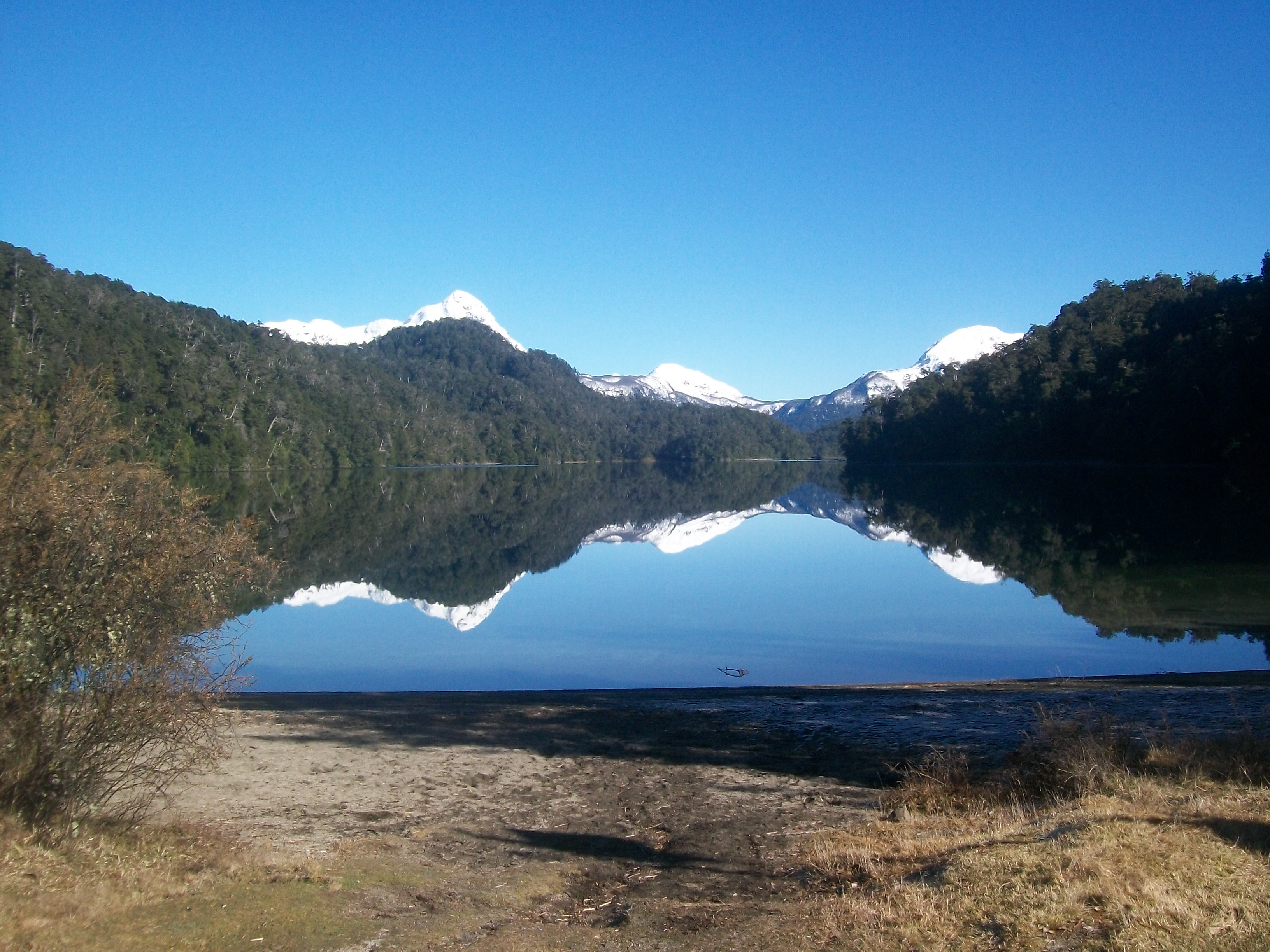
Lago Espejo Chico en septiembre
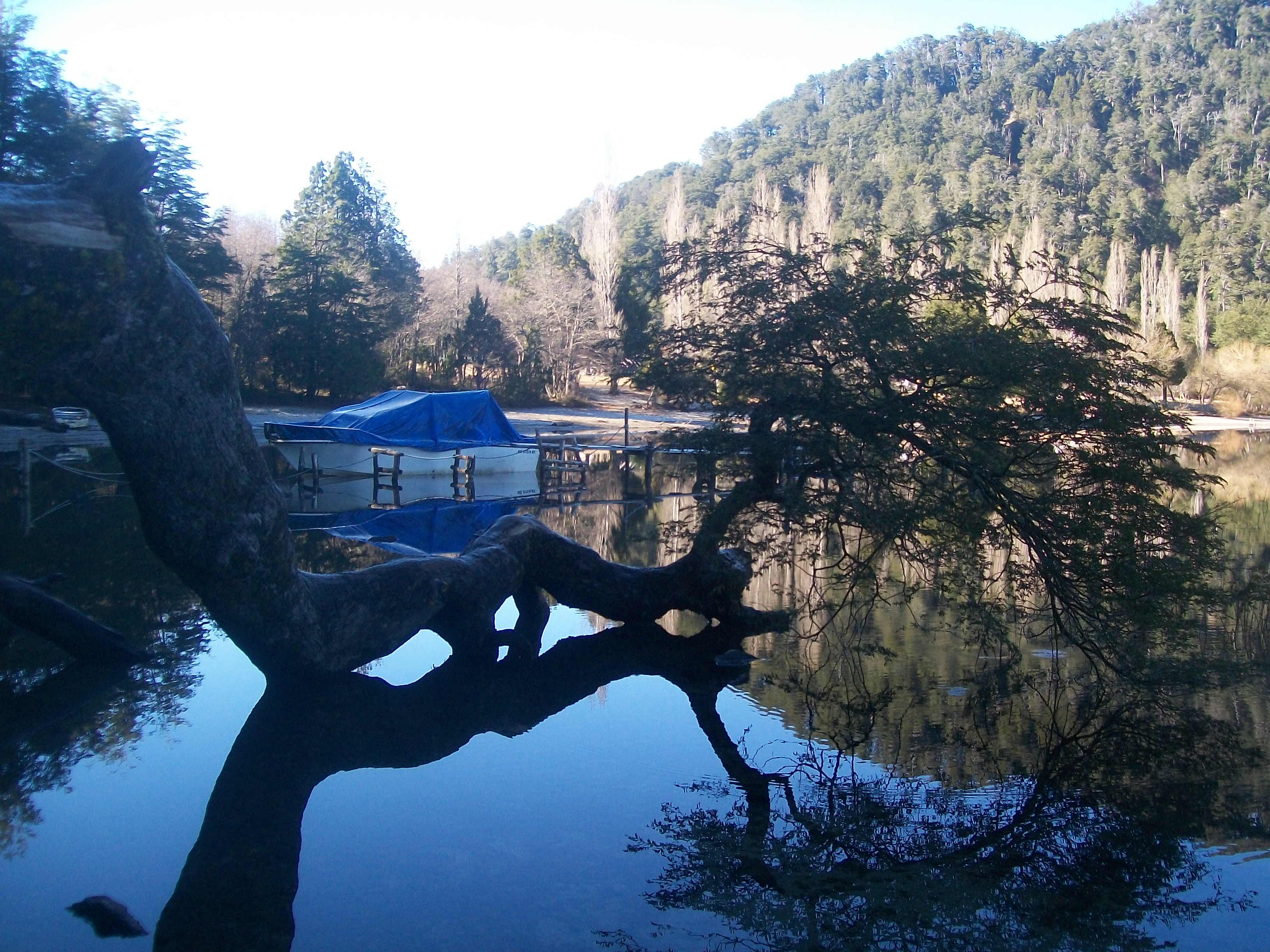
Lago Espejo Chico en septiembre
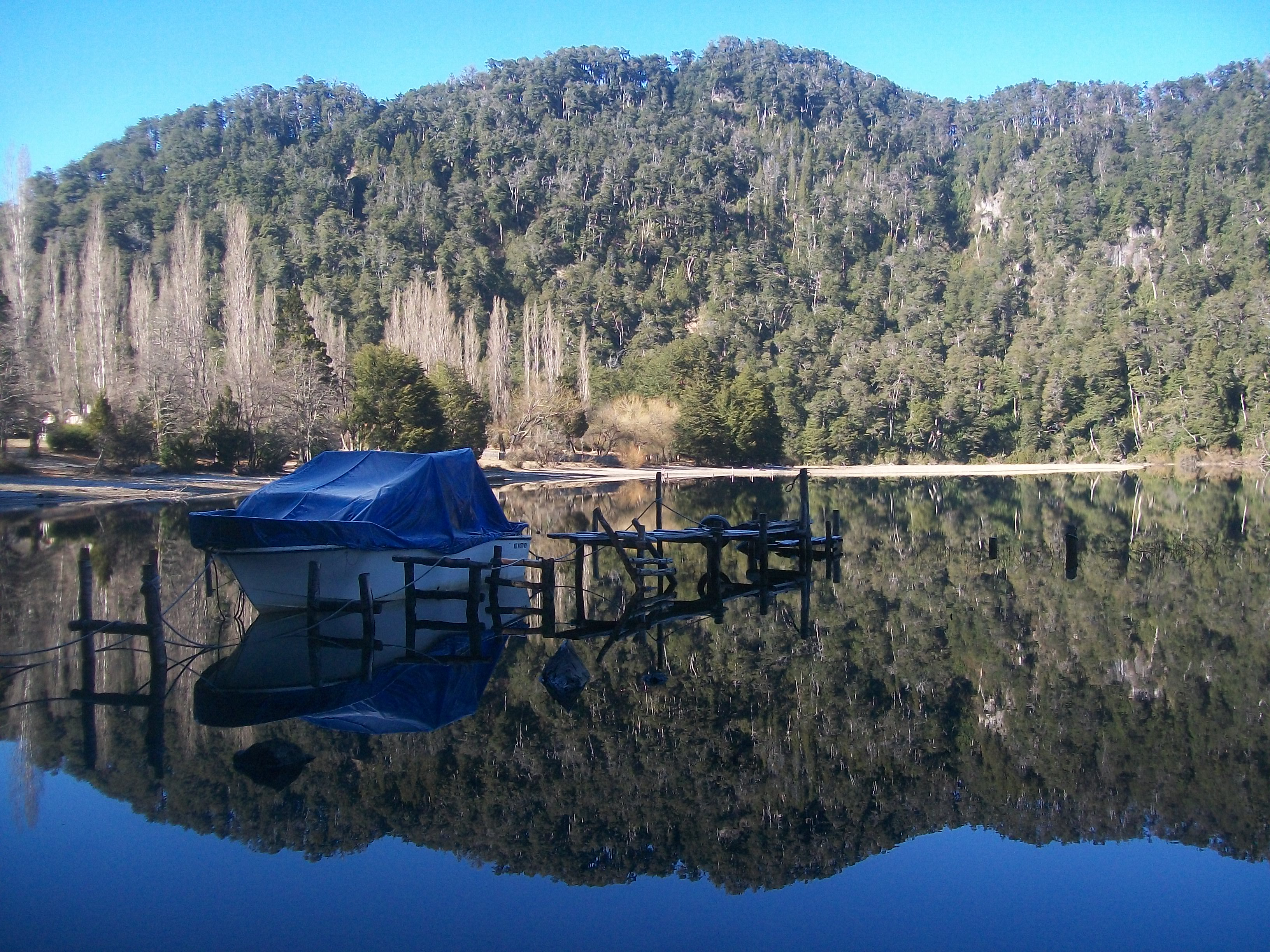
Lago Espejo Chico en septiembre